# 北海道神宮
北海道神宮（ほっかいどうじんぐう）は、北海道札幌市中央区にある神社（神宮）。円山公園に隣接する。1964年（昭和39年）までは札幌神社。旧官幣大社であり、現在は神社本庁の別表神社。また、全国一の宮会より蝦夷国新一の宮に認定されている。

## 概要
北海道の開拓当時樺太・千島に進出を進めていたロシア帝国に対する守りということで、大鳥居が北東を向いている。末社である開拓神社には間宮林蔵などの北海道開拓の功労者が数多く祀られている。
北海道神宮崇敬奉賛会がある。
『北の志づめ』という小冊子が社務所から発行されている。

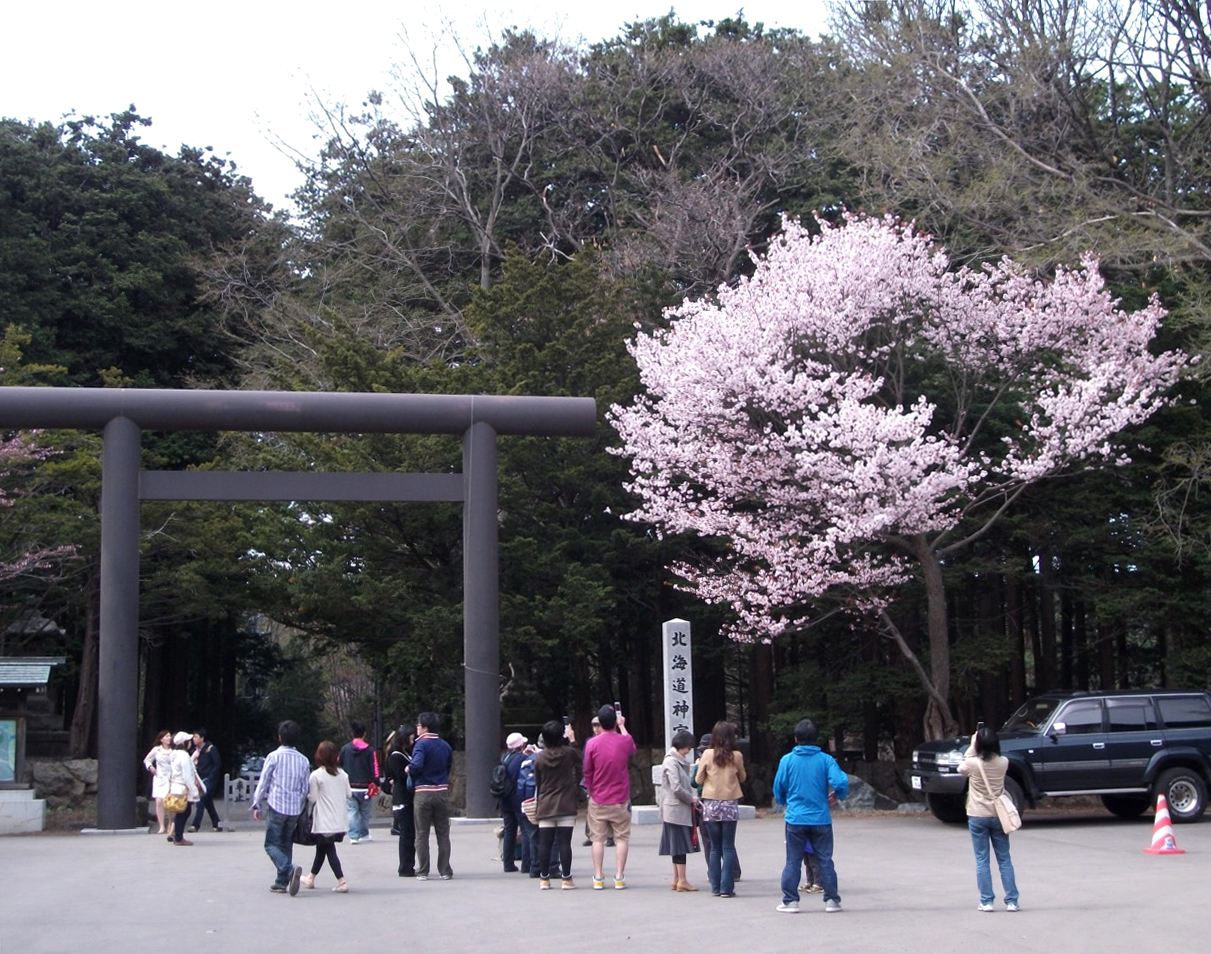
南東側の鳥居
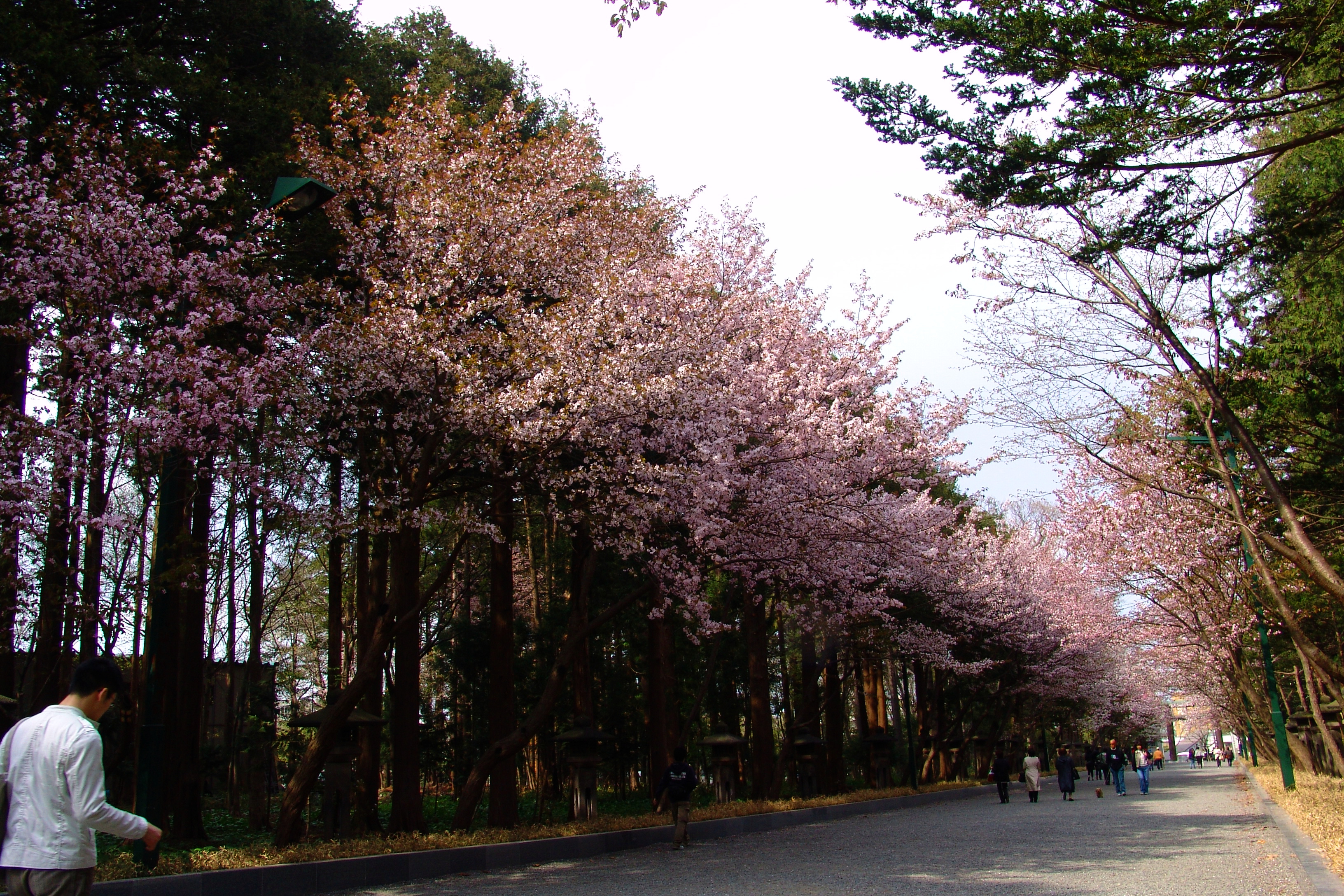
春の表参道

## 祭神
- 大国魂神（おおくにたまのかみ）
- 大那牟遅神（おおなむちのかみ、大国主命〈おおくにぬしのみこと〉の別名）
- 少彦名神（すくなひこなのかみ）
- 明治天皇（めいじてんのう）

## 歴史

### 構想
江戸時代から松浦武四郎による石狩大社の構想などがあり、蝦夷地・石狩に大社を建てる構想は早くからあった。
箱館八幡宮の宮司菊池重賢は、箱館八幡宮の末社としてサッポロに石狩鎮守八幡宮を建立する案を持っていた。この案は神祇管領の吉田家により承認されていたが、開拓使の設立によって実現はしなかった。後に菊池重賢は北海道神宮（当時は札幌神社）の事実上の初代宮司となった。
開拓大主典（判官）の相良正勝は、北海道に置かれた11国のうち、札幌に一ノ宮を建て、その他の10国にもそれぞれ一ノ宮を建てて札幌の一ノ宮の下に置くという体系を提言したが、採用されなかった。
後述する島義勇は、開拓三神ではなく、当初は大名持神（大国主）、少名彦に加えて、飛鳥時代に蝦夷討伐を行った阿倍比羅夫を合わせ、三神として祭祀する案を出したが採用されなかった。

### 開拓三神
北海道の開拓は明治初年から懸案事項となっていたが、開拓にあたって、明治天皇は北海道鎮護の神を祭祀するよう勅を発した（明治2年9月21日）。北海道開拓の守護神として、大国魂神・大那牟遅神・少彦名神の開拓三神が奉遷されることになった。北海道鎮座神祭が行われ、開拓長官の東久世通禧以下23名らが参列した。神祇伯中山忠能によって祭祀が行われ、三面の神鏡が東久世通禧に託された。
開拓使の一行は英国船テールス号で品川から函館へ到着した。東久世通禧は函館に赴任したが、函館は北海道の南端にあり、全土を管掌するにはより中央部に行かなければならなかった。そこで、東久世通禧の名代として島義勇が三神鏡を携えて札幌に赴くことになった。島義勇は自ら神体を背負い、函館から黒松内、岩内、余市を経て10月に銭函に到着した。札幌に官舎が完成してすぐの12月3日に札幌に移った。

### 仮社建設まで
これより古く、安政4年（1857年）から福島出身の早山清太郎が札幌に住み着いていた。早山清太郎は豊平街道と元村街道の辻に小祠を建て、周囲からは当時一般的な山神を祀るべきだと言われるにもかかわらず、出雲神を祀っていた。
札幌に着任した島義勇は、明治天皇から預かった開拓三神を既に早山清太郎が札幌で祀っていたことに感銘を受け、1870年（明治3年）5月に北海道 (令制)石狩国札幌郡の創成川河畔に仮社殿を造り、官舎から神代を移して開拓神勅祭社とし、北海道一宮と称した。
仮社のあった場所は2通りの説があり、定まらない。一つは現在の札幌市北区北6条東1丁目、もう一つの説は北5条東1丁目で、通りの北側か南側のいずれかということになる。『北海道神宮史』では、各種の史料と当時の地図を検証し、北5条東1丁目が正しいであろうとしている。
早山草太郎は後述の通り、現在の北海道神宮の位置選定に携わった。その後も札幌神社に関わり、昭和30年代までは毎年の祭りの神輿渡御の先頭を務めていた。

### 札幌神社の成立

札幌神社（1909年刊行の写真帖より）

1871年（明治4年）6月14日に勅旨によって札幌神社と命名され、国幣小社に列せられた。当時の東久世通禧の日誌によると、明治天皇の勅命によって奉斎されたことから、札幌神社は勅祭社と同様の扱いとされた。

#### 一宮か
『北海道神宮史』によると、正式に「一ノ宮」とされたことはないが、一般には「一ノ宮」と呼ばれていた。上述のように、構想段階ではしばしば「蝦夷地一ノ宮」とか「北海道一宮」と称するものがあったものの、これらが採用されたことはない。しかし、当時の史料や後世の文献でも「一宮」と称する例は多くみられ、例えば当時作られた札幌の地図では「一之御宮」と記されている。北海道神宮（当時は札幌神社）の創建の際、神職の選任にあたって函館本願寺の僧が選ばれたが、この時も「北海道一ノ宮の神職」として発令された。

### 円山移転
島義勇は早山清太郎を地理係に雇い入れて本格的な神社用地を探させた結果、三方を山に囲まれ一方が開ける丘となる円山（当時は藻岩村大字圓山）の地が相応しいとして社地を定めた。島義勇はここに壮麗な社殿を建てようとするが、計画が壮大すぎるために大蔵省からストップがかかって断念した。
この件に限らず、島義勇の札幌の開発計画は壮大で巨額の予算を惜しげもなく投じるもので、6万両の予算をわずか3か月でほとんど使い果たしてしまった。この結果、島はその後まもなく職を解かれてしまうが、東久世通禧は島義勇が定めた円山に新社殿を造営することにした。この時建立された社殿はいちおう「仮宮」ということになった。
1871年（明治4年）6月に鎌倉宮を模した新社殿が落成し、9月14日に遷宮を行った。
翌1872年（明治5年）には官幣小社となった。しかし開拓使の職員にとってはこの昇格は必ずしも望ましいものではなかった。国幣小社であるうちは開拓使に権限があったが、官幣小社に昇格したことで、些事に至るまで神祇省、教部省などの許認可を得る必要が生じてしまった。
初代の宮司に任命された者が札幌に赴任しなかったため、事実上の初代宮司を務めたのは箱館八幡宮の宮司だった菊池重賢である。菊池は札幌神社の宮司であるとともに、開拓使神祗官などの公職にも就いて北海道の神社行政全般を執った。
円山への移転は必ずしもよいことばかりではなかった。当時の円山は札幌の中心部から遠い、道も未整備の山奥で、参詣もままならなかった。道路の整備に充てる資金どころか、神社の運営資金が枯渇し、次々と神職が辞めてしまった。神社で独自の収入を得るため配札を行おうとしたが、官社に指定されたことから開拓使がこれに反対した。開拓使は、札幌神社の申請を却下するよう、教部省に働きかけさえした。配札が許されるには1900年（明治33年）までかかった。

#### 例祭日
当初は9月1日を例祭としていたが、1872年（明治5年）に6月15日を例祭とする勅旨が出た。当時の開拓長官黒田清隆は、6月15日当日は官民をあげて業務を休みとし、参拝（遠方の場合は遥拝）するよう、全道に布告した。これ以降6月15日が札幌祭りの日となって、現在も当日は郷土の日として札幌市内の公立学校などでも半日休業が行われる。
札幌一円の建設業界は一斉に休業する習わしになっている。

### 戦前・戦中
1889年（明治22年）に、伊勢神宮の式年遷宮により、伊勢神宮の外宮正殿を移築し本社殿とした。
1893年（明治26年）には官幣中社、1899年（明治32年）にはついに官幣大社となった。

#### 北海道神社行政の中心地として
戦前は、地域コミュニティを構成するための国家神道が行われたが、北海道にあっては札幌神社がその中心地となった。札幌神社には皇典講究所の分所が設けられ、北海道内の神職の養成や教布が行われた。
これ以前に北海道の各地にあった神社は、各地方の人々の個々の信仰に拠って建立されたものだったが、これ以降、公式に認可される神社は日本の祭政一致の政治制度の一つとして建てられるようになった。北海道における札幌神社の有り様は、のちに台湾、朝鮮などに建立される外地神社のモデルとなった。

### 戦後・北海道神宮への改称
第二次大戦後は神社本庁の別表神社となった。
1964年（昭和39年）、明治天皇を増祀し、社名を現在の北海道神宮へと改めた。
1968年（昭和43年）、北海道を行幸啓した昭和天皇、香淳皇后の訪問先の一つとなる。

### 現代
1974年（昭和49年）11月10日に何者かに放火されて本殿・祝詞殿・内拝殿などが全焼（北海道神宮放火事件）。全焼した建物は4年後の1978年（昭和53年）に再建された。

## 祭事・年中行事
- 1月
  - 歳元祭（1月1日）
  - 元始祭（1月3日）
  - 古神札焼納祭（1月14日）＝どんど焼き参照
  - 祈請祭（1月 第3日曜日）

- 2月
  - 節分祭（節分の日）
  - 紀元祭（2月11日）
  - 祈年祭（2月17日）
  - 天長祭（2月23日）

- 3月
  - 入学祭（3月 最終日曜日）
    - 小学校に入学する児童の学業成就と心身健全、交通安全を祈願する儀礼行事

- 4月 
  - 島判官慰霊祭（4月13日）
    - 北海道開拓と北海道神宮の創祀に功績のあった島義勇判官を偲ぶ慰霊祭

- 5月
  - お田植祭（5月上旬）

- 6月
- 例大祭（6月14日～16日）北海道神宮の最大の祭りで札幌まつりとも呼ばれ、札幌の初夏の風物詩として市民に親しまれている
  - 宵宮祭（6月14日）
  - 例祭（6月15日）
  - 神幸渡御（6月16日）
    - 明治11年に開始。現在は一千名ほどの奉仕者により四基の鳳輦と九台の山車が市民の安寧を祈願しながら市中を練り歩く

  - 夏越しの大祓い（6月30日）

- 8月
  - 開拓神社例祭（8月15日）
    - 北海道開拓の功労者37柱の霊を称える慰霊祭でみたま祭とも呼ばれる

- 9月
  - 御鎮斎記念祭（9月1日）
    - 開拓3神が御鎮斎された記念の日を祝う

  - 抜穂祭（9月上旬）
    - 神饌田の穂を収穫する

  - 頓宮例祭（9月15日）

- 10月
  - 神嘗奉祝祭（10月17日）
  - 七五三（北海道では、11月になると寒さと降雪の影響で外出が制約されるため、10月に実施する地域が多い）

- 11月
  - 明治祭（11月3日）
    - 北海道神宮の創立の断を下し、祭神でもある明治天皇の誕生日を祝う祭礼行事

  - 新嘗祭・新穀勤労感謝祭（11月23日）

- 12月
  - 師走の大祓（12月31日）
  - 除夜祭（12月31日）

- 月次祭
  - 月首祭（毎月1日）
  - 月次祭（毎月15日）
  - 旬祭（毎月10日・20日）

## 施設
北海道神社庁
境内に所在する。
北海道神宮頓宮（とんぐう）
境外末社。開拓三神を祀る。
鉱霊神社（こうれいじんじゃ）
境内末社。北海道鉱業会殉職者御霊を祀る。
穂多木神社（ほたきじんじゃ）
境内末社。北海道拓殖銀行物故者御霊を祀る。「穂多木」とは「ほっかいどう・たくしょく・ぎんこう」の頭文字を清音化して字を当てたもの。
狛犬は珍しくブロンズ製である。

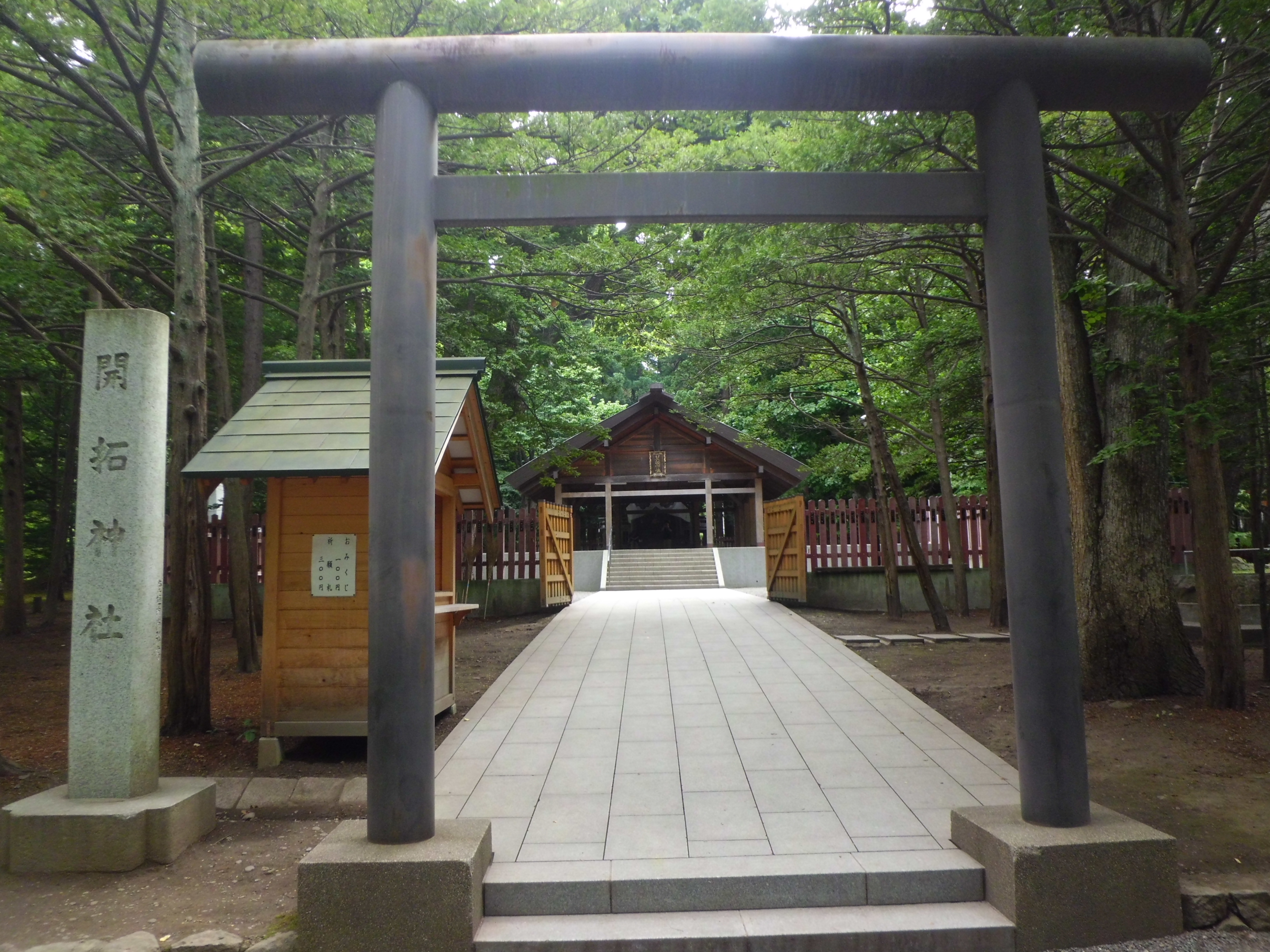
開拓神社
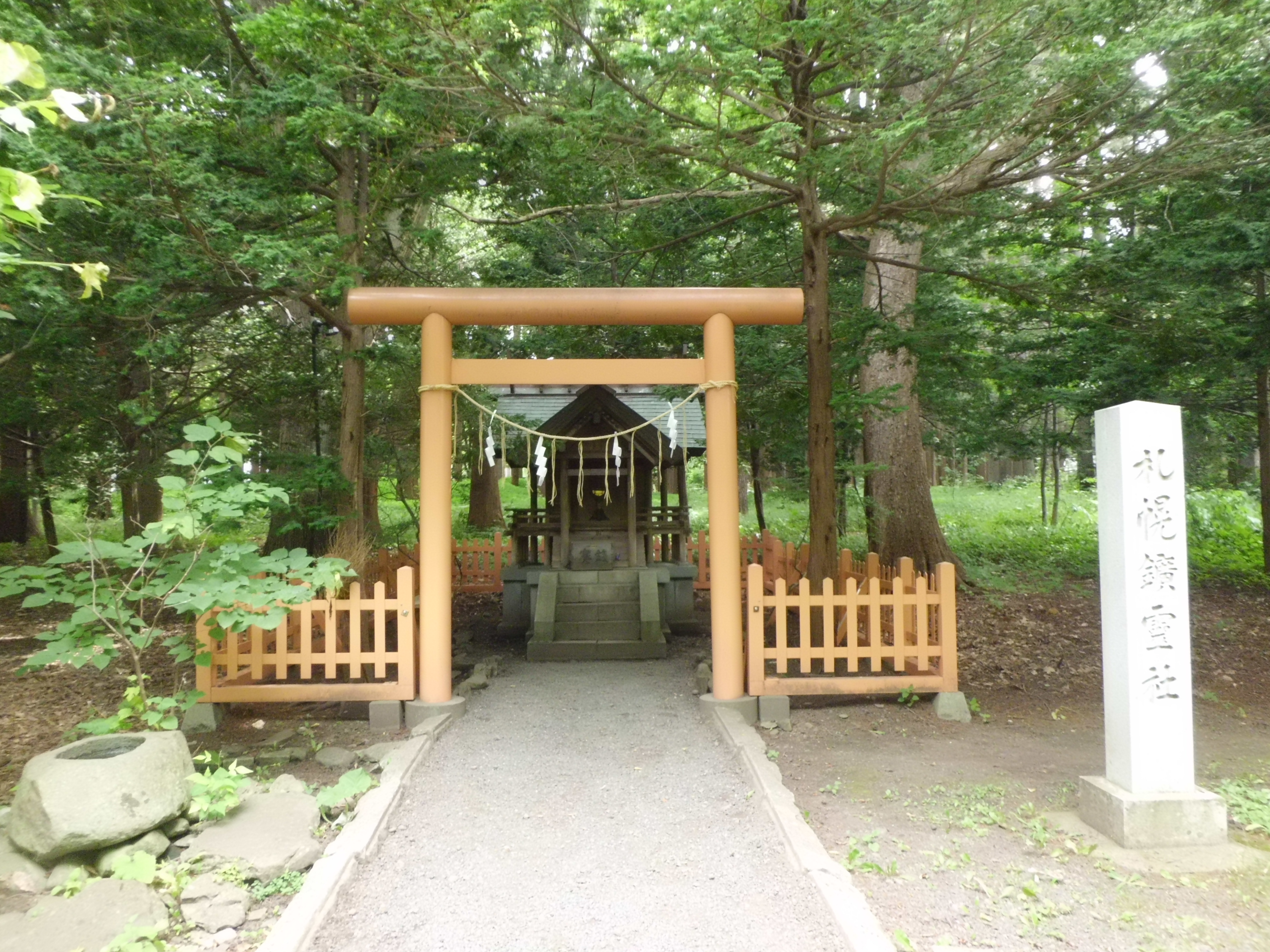
札幌鉱霊社
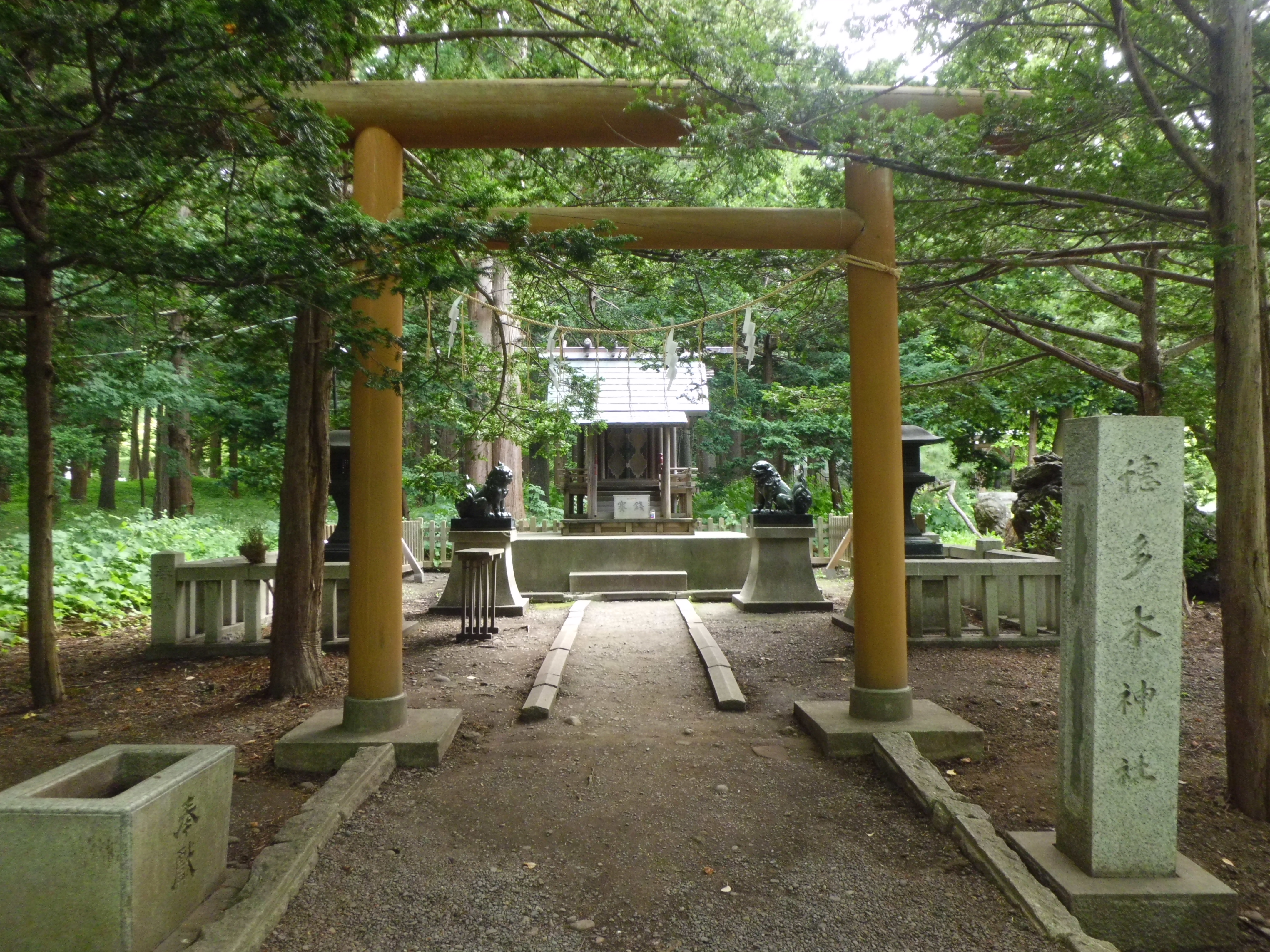
穂多木神社
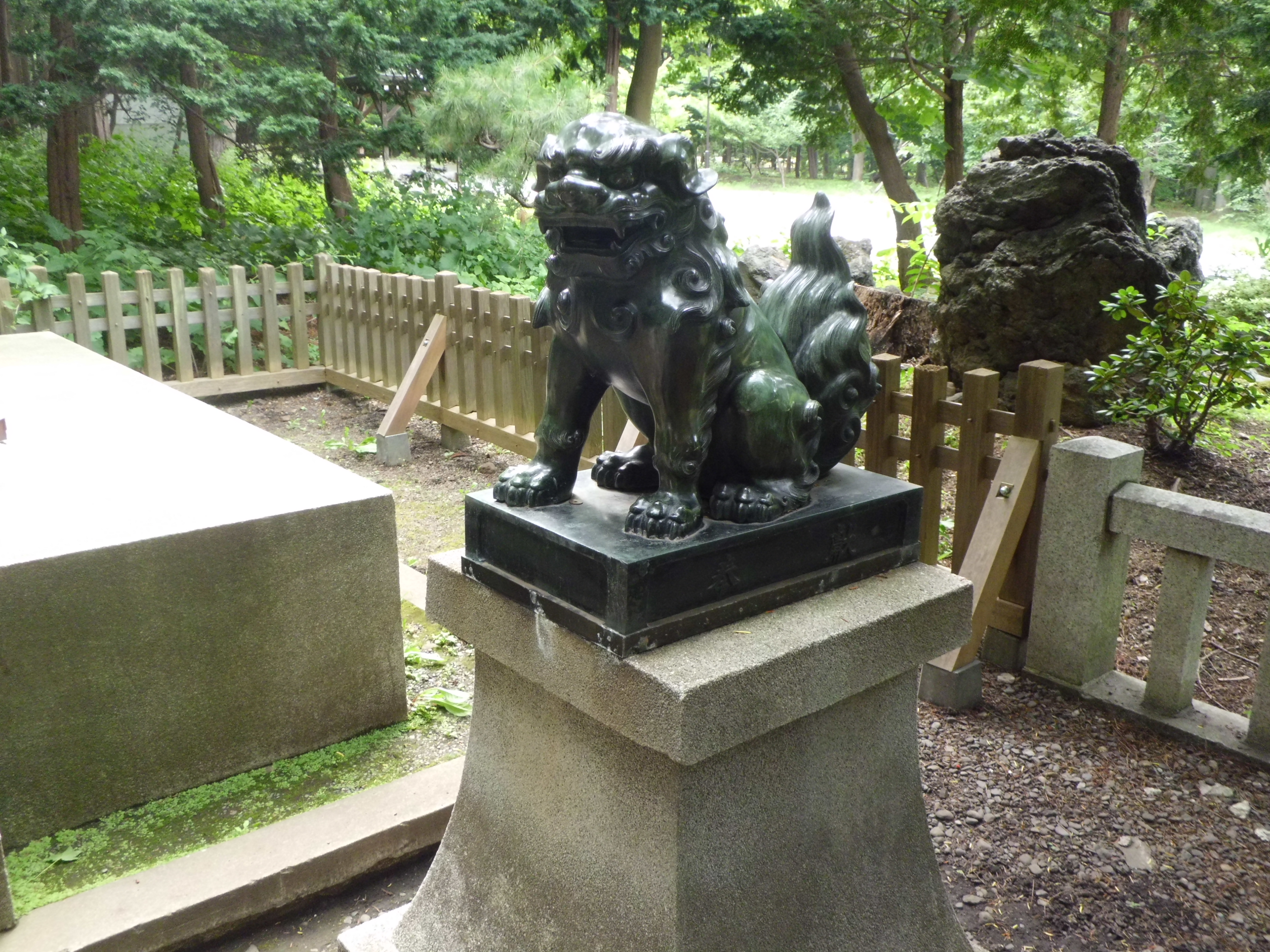
穂多木神社の狛犬

### 開拓神社
境内末社。北海道開拓功労者37柱を祀る。
| 吾妻謙命     | 伊能忠敬命       | 井上長秋命   | 岩村通俊命     |
| 岡本監輔命   | 黒田清隆命       | 小林重吉命   | 近藤重蔵命     |
| 佐藤信景命   | 佐野孫右衛門命   | 島義勇命     | 清水谷公考命   |
| 下国安芸命   | 鈴鹿甚右衛門命   | 栖原角兵衛命 | 高田屋嘉兵衛命 |
| 武田信広命   | 田崎東命         | 伊達邦直命   | 伊達邦成命     |
| 田村顕允命   | 続豊治命         | 中川五郎治命 | 永山武四郎命   |
| 鍋島直正命   | 早川弥五左衛門命 | 東久世通禧命 | 本多利明命     |
| 松浦武四郎命 | 松川弁之助命     | 松田伝十郎命 | 松前慶広命     |
| 松前徳広命   | 間宮林蔵命       | 村山伝兵衛命 | 最上徳内命     |
| 依田勉三命   |                  |              |                |

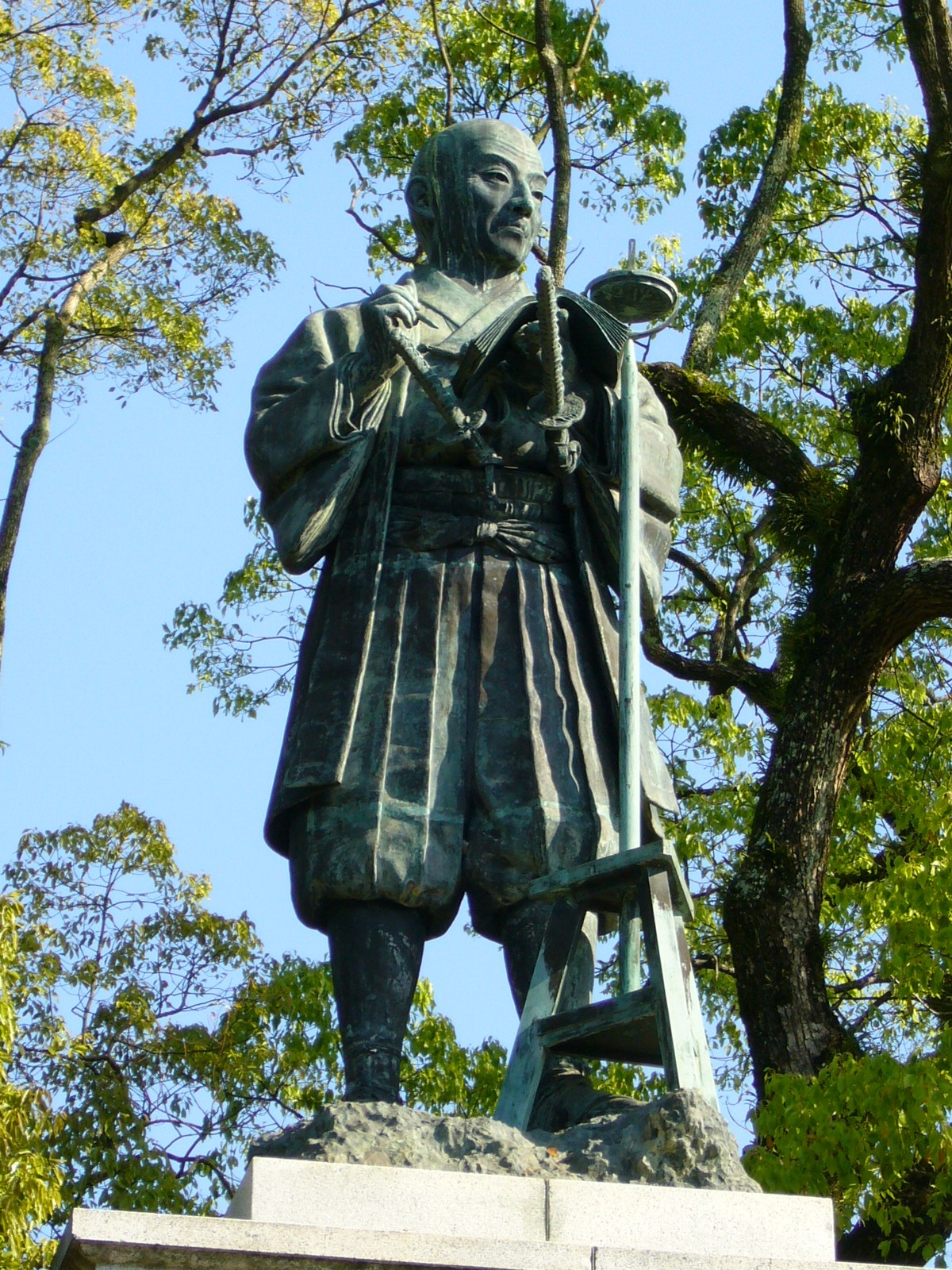
伊能忠敬命
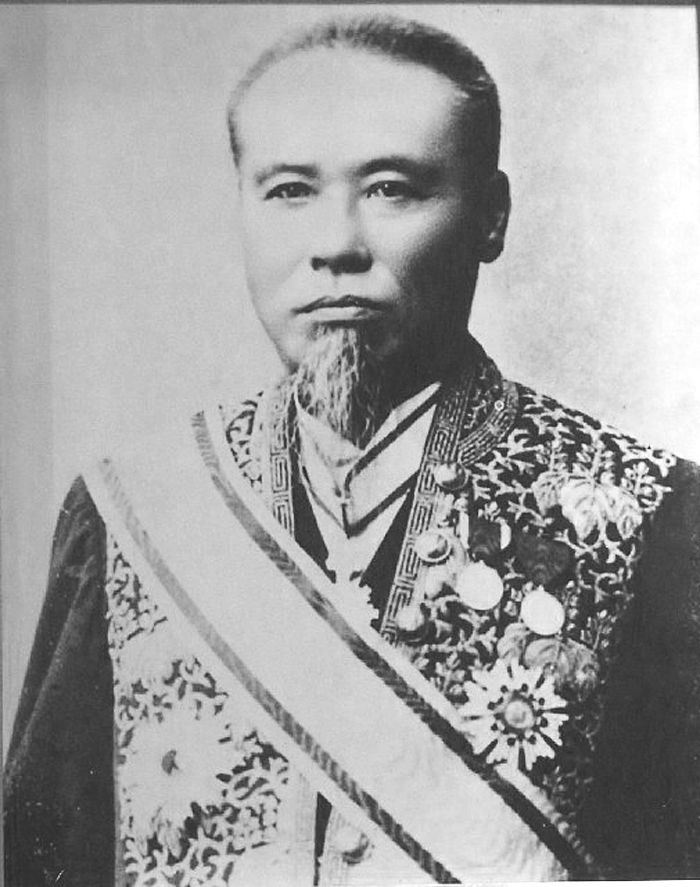
岩村通俊命
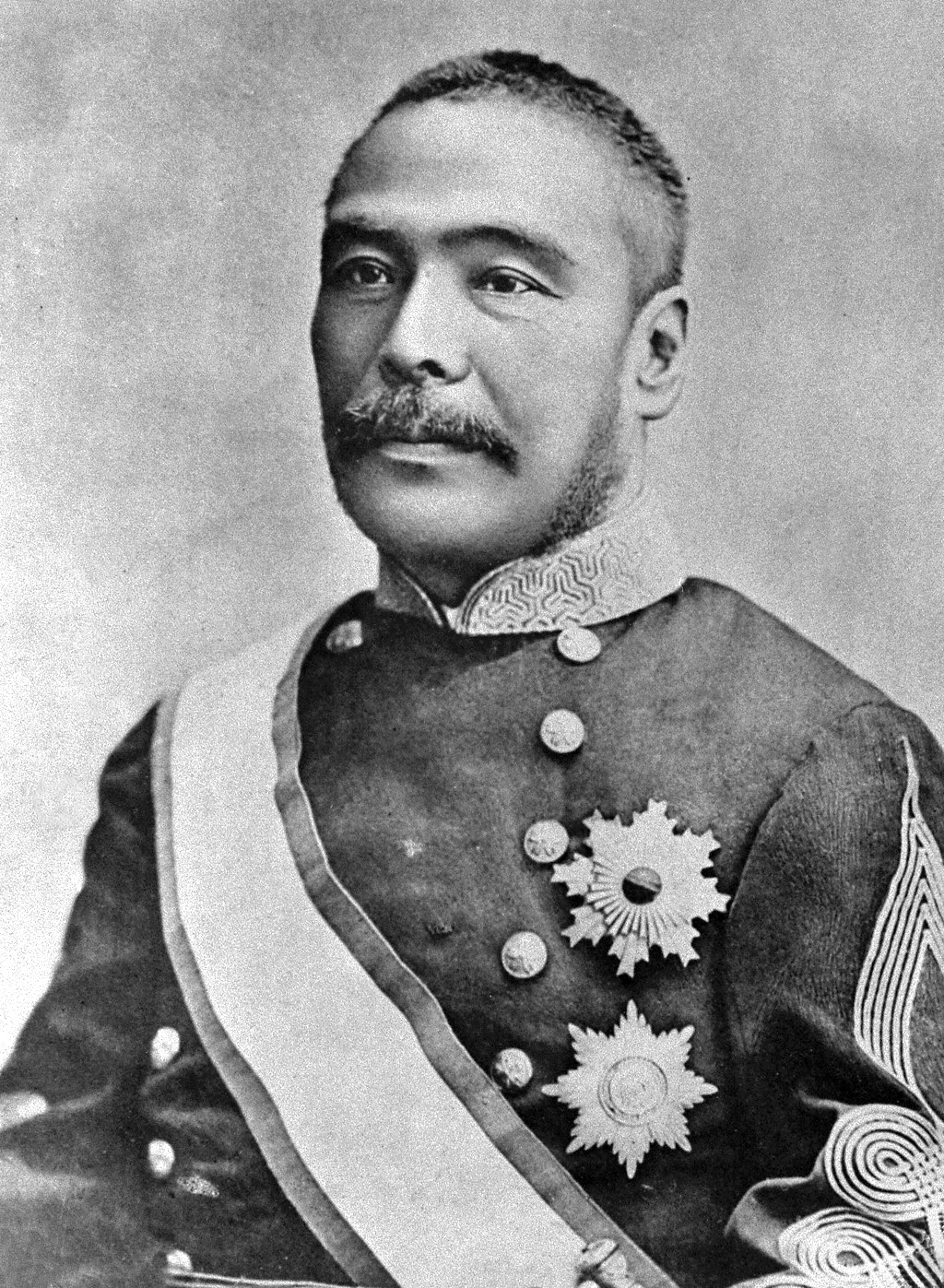
黒田清隆命
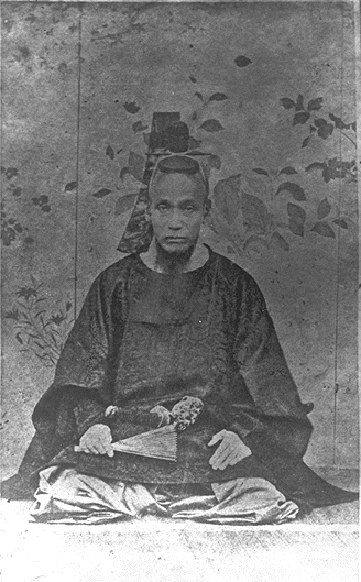
島義勇命
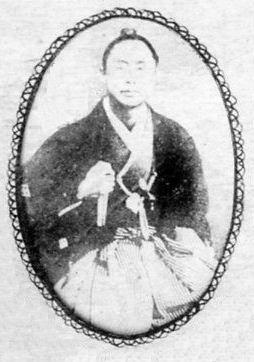
清水谷公考命
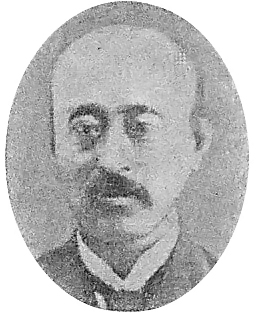
伊達邦成命
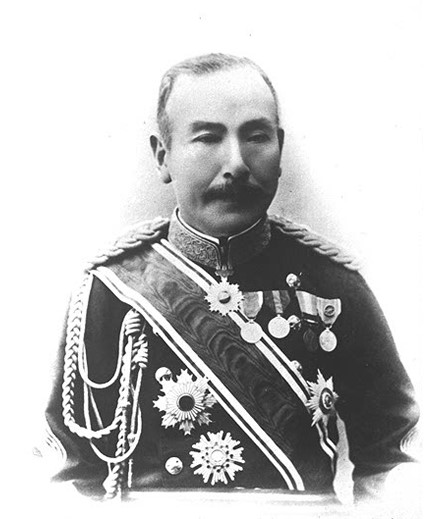
永山武四郎命
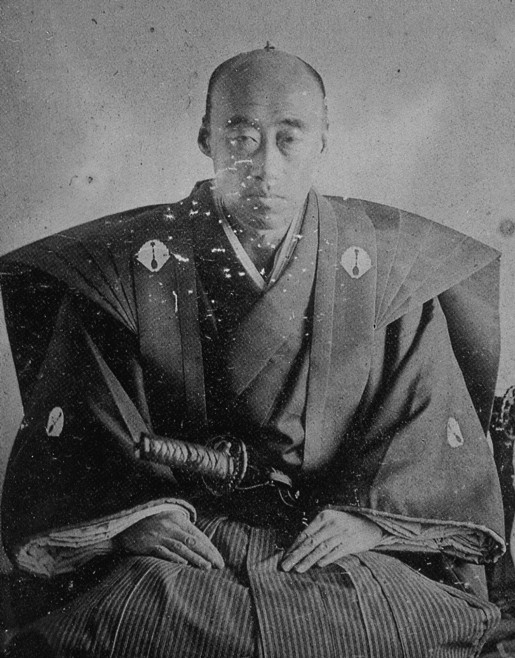
鍋島直正命
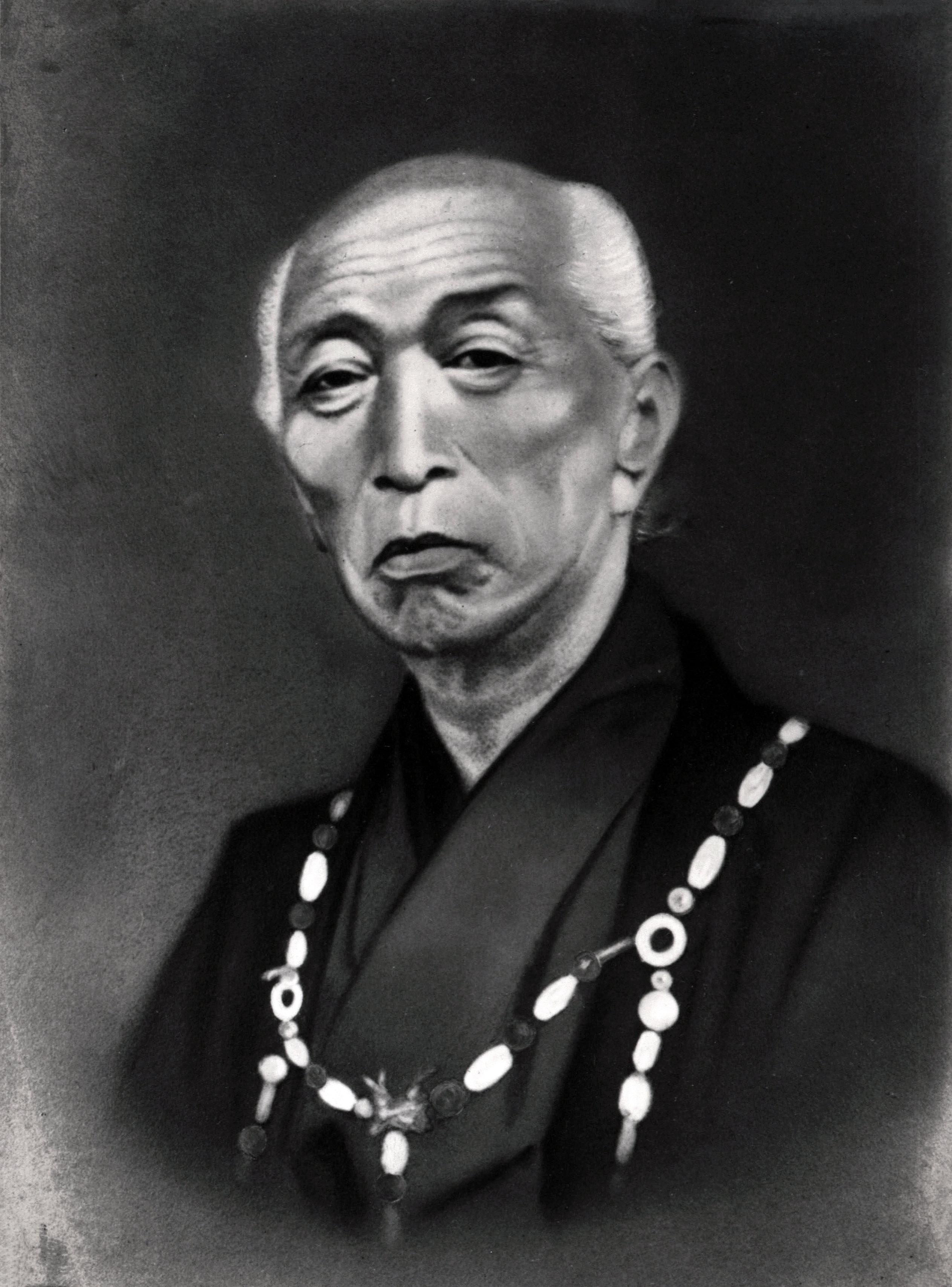
松浦武四郎命
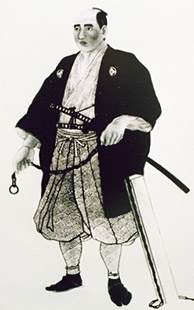
間宮林蔵命
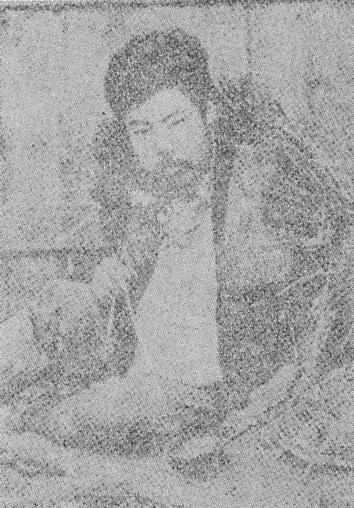
依田勉三命
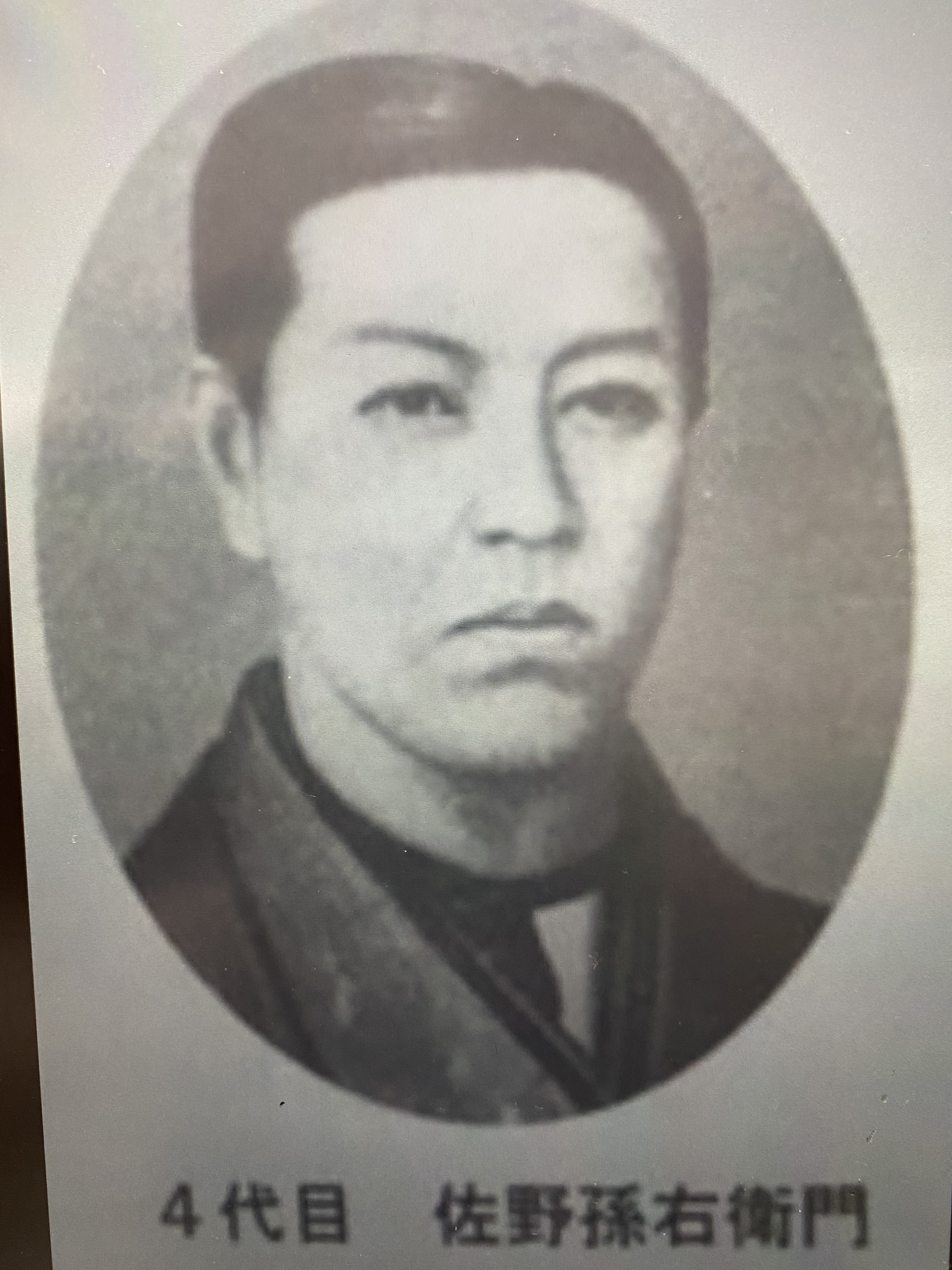
佐野孫右衛門命

## 交通
- 札幌市営地下鉄東西線円山公園駅から徒歩15分
- 札幌ばんけい（ばんけいバス）もしくはジェイ・アール北海道バス「神宮前」停留所から徒歩1分

## 北海道の標本木
札幌管区気象台が観測を始めた1953年（昭和28年）より58年間にわたり北海道神宮境内にあるソメイヨシノを春のサクラの開花や満開予想を観測する標本木としていた。しかし樹齢約80年の老木となり観測が難しくなってきたため、2012年（平成24年）より札幌管区気象台構内のソメイヨシノに標本木を変更している。

## ギャラリー

島判官銅像
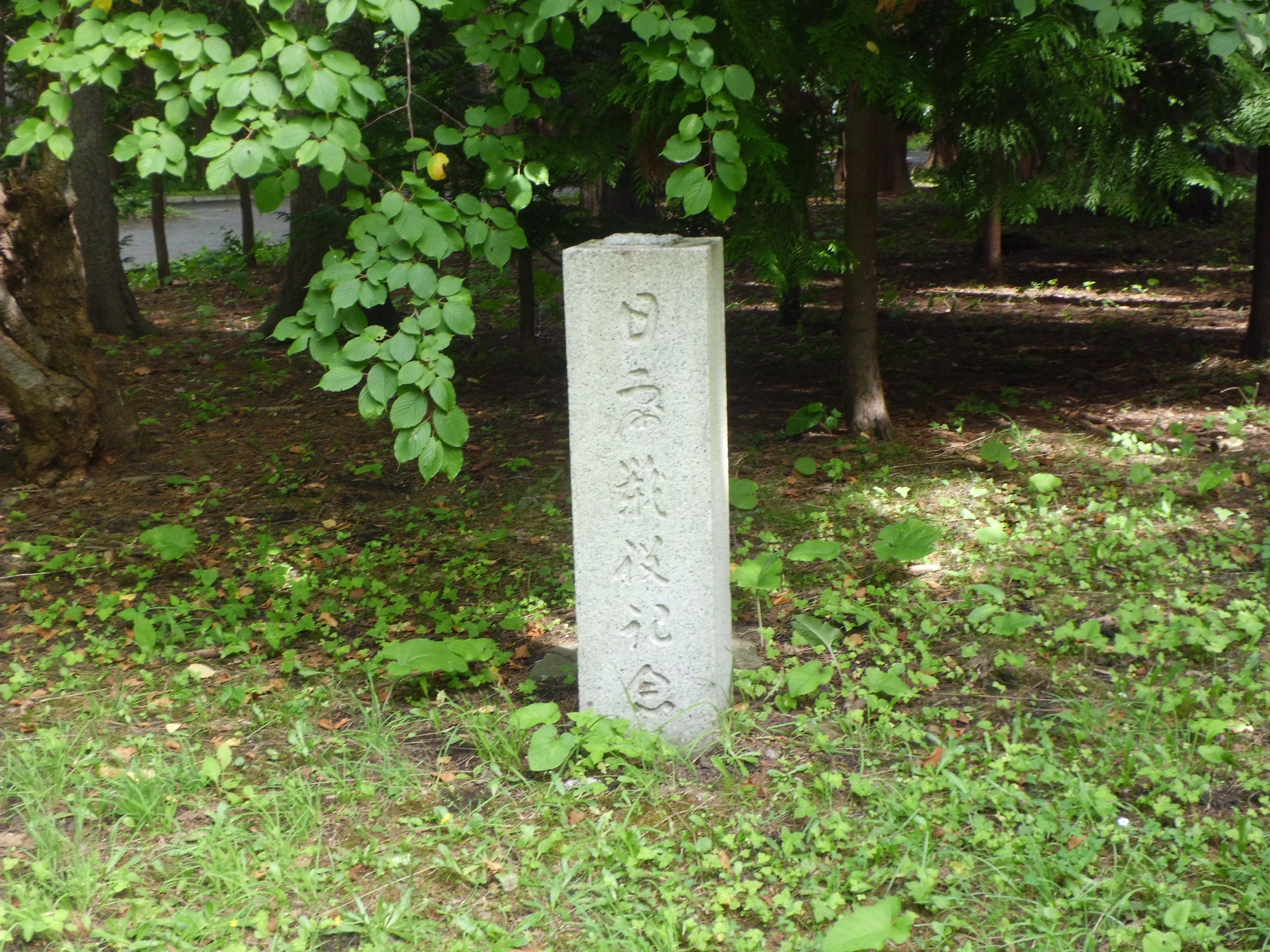
「日露戦役記念」碑
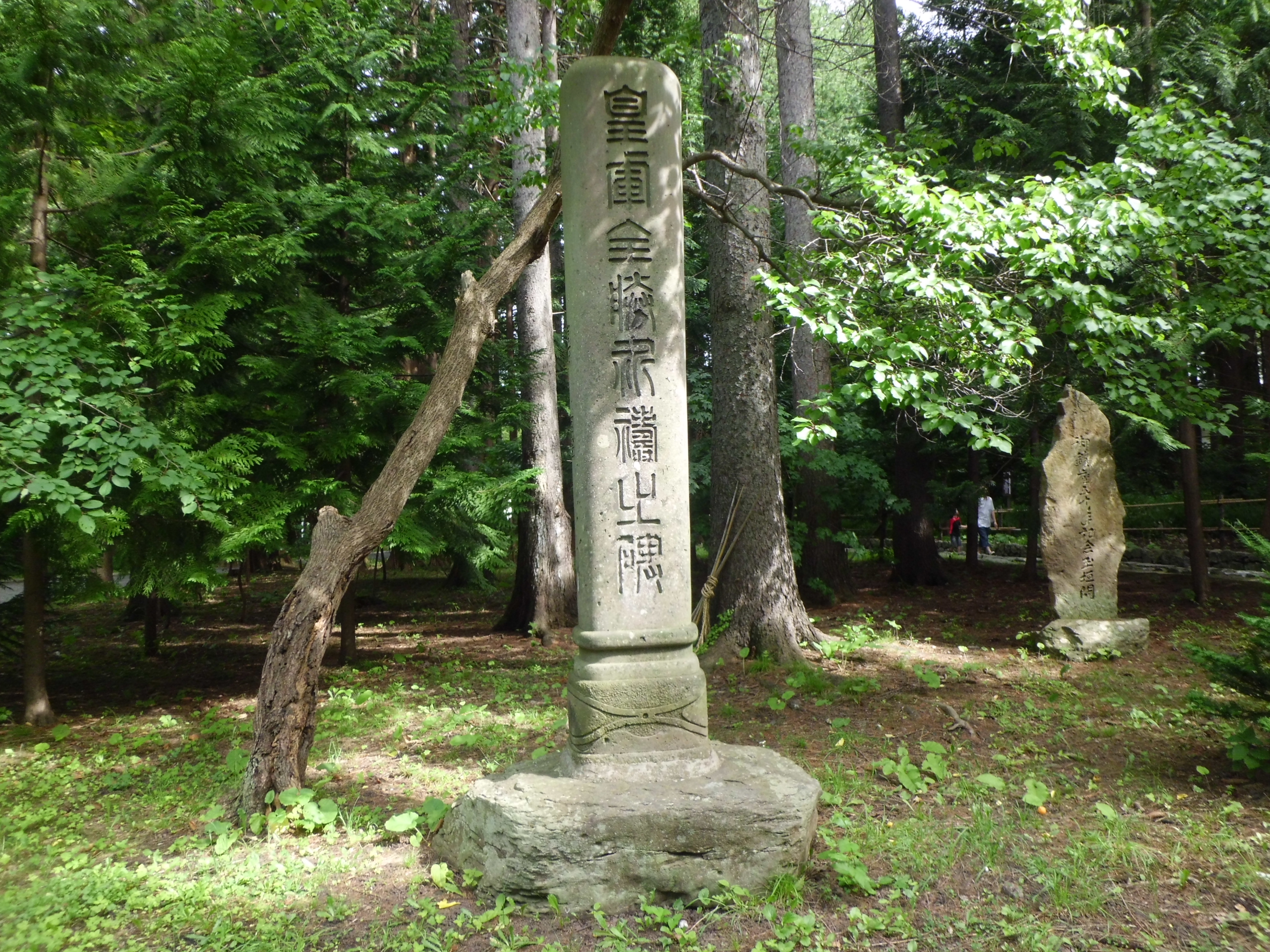
皇軍全勝祈祷之碑
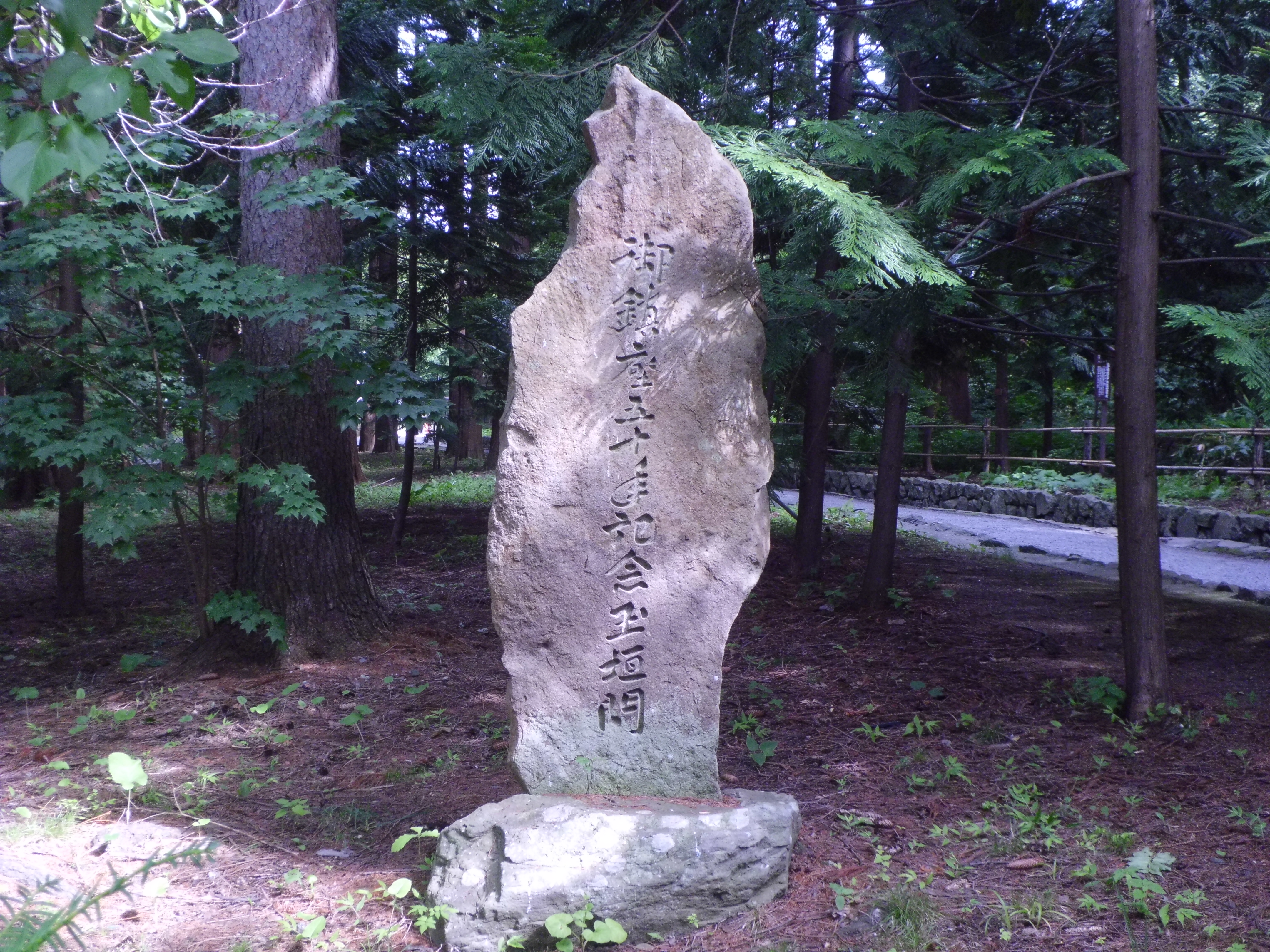
「御鎮座五十年記念玉垣門」碑
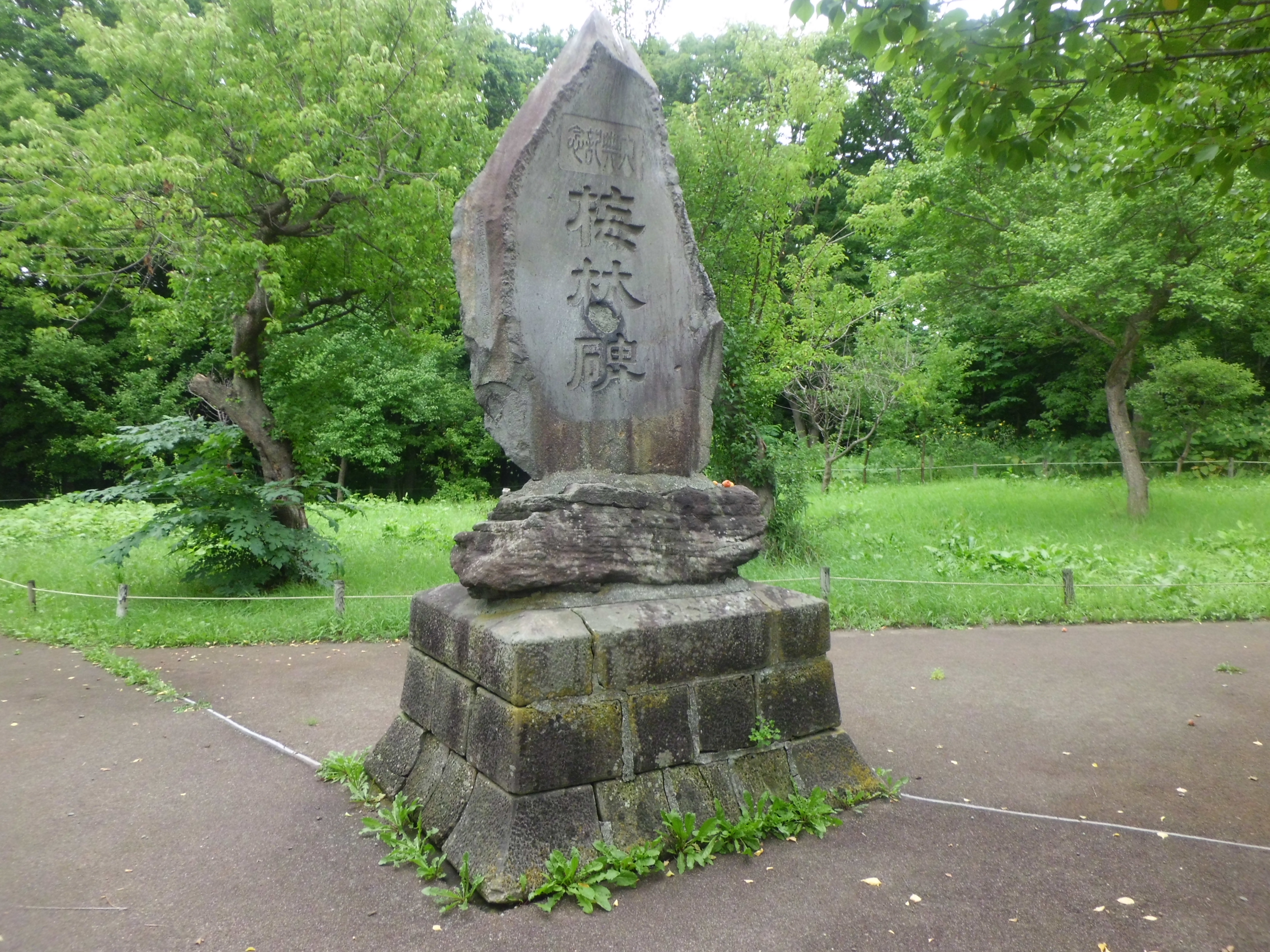
大典記念梅林碑
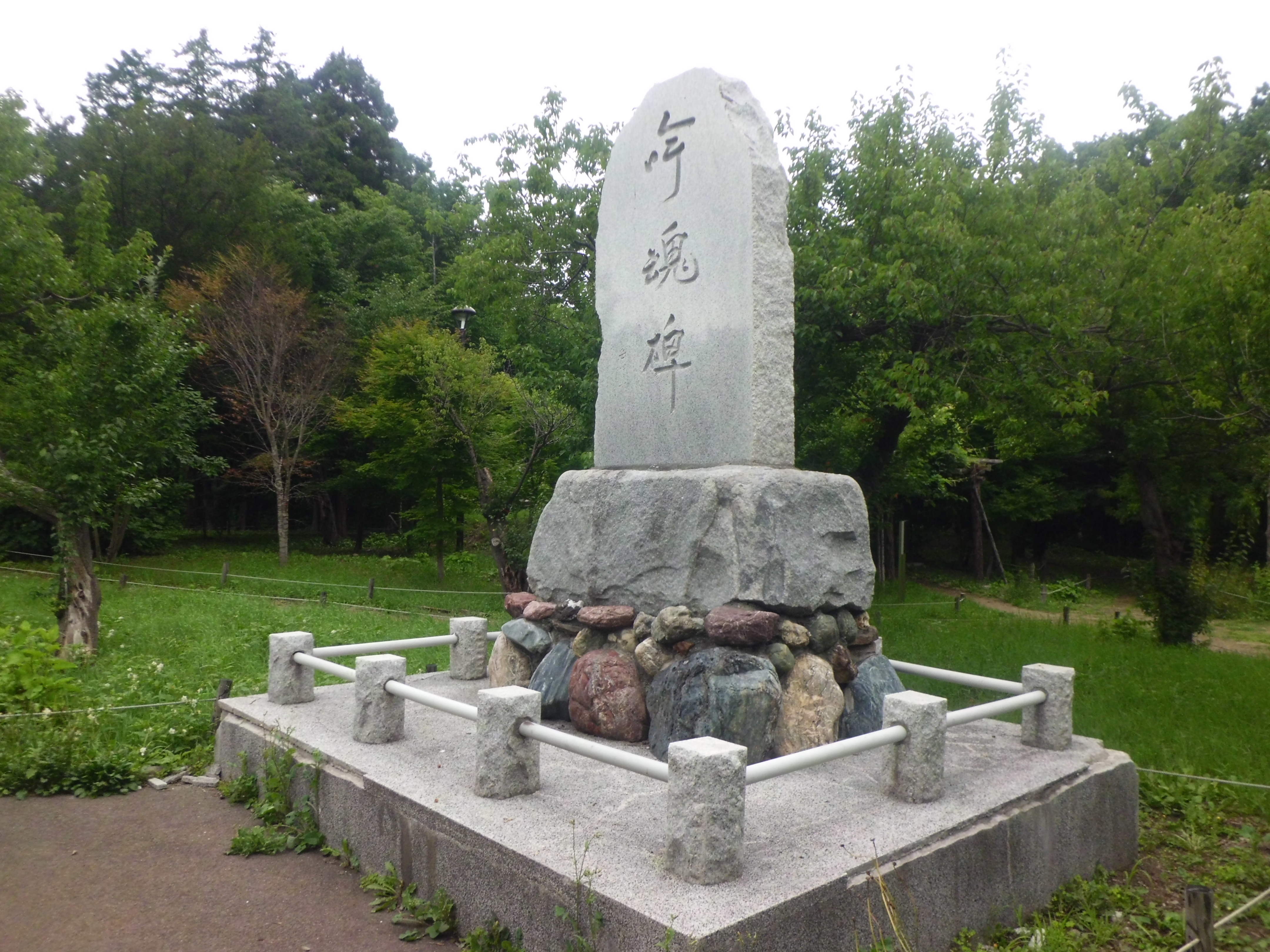
吟魂碑
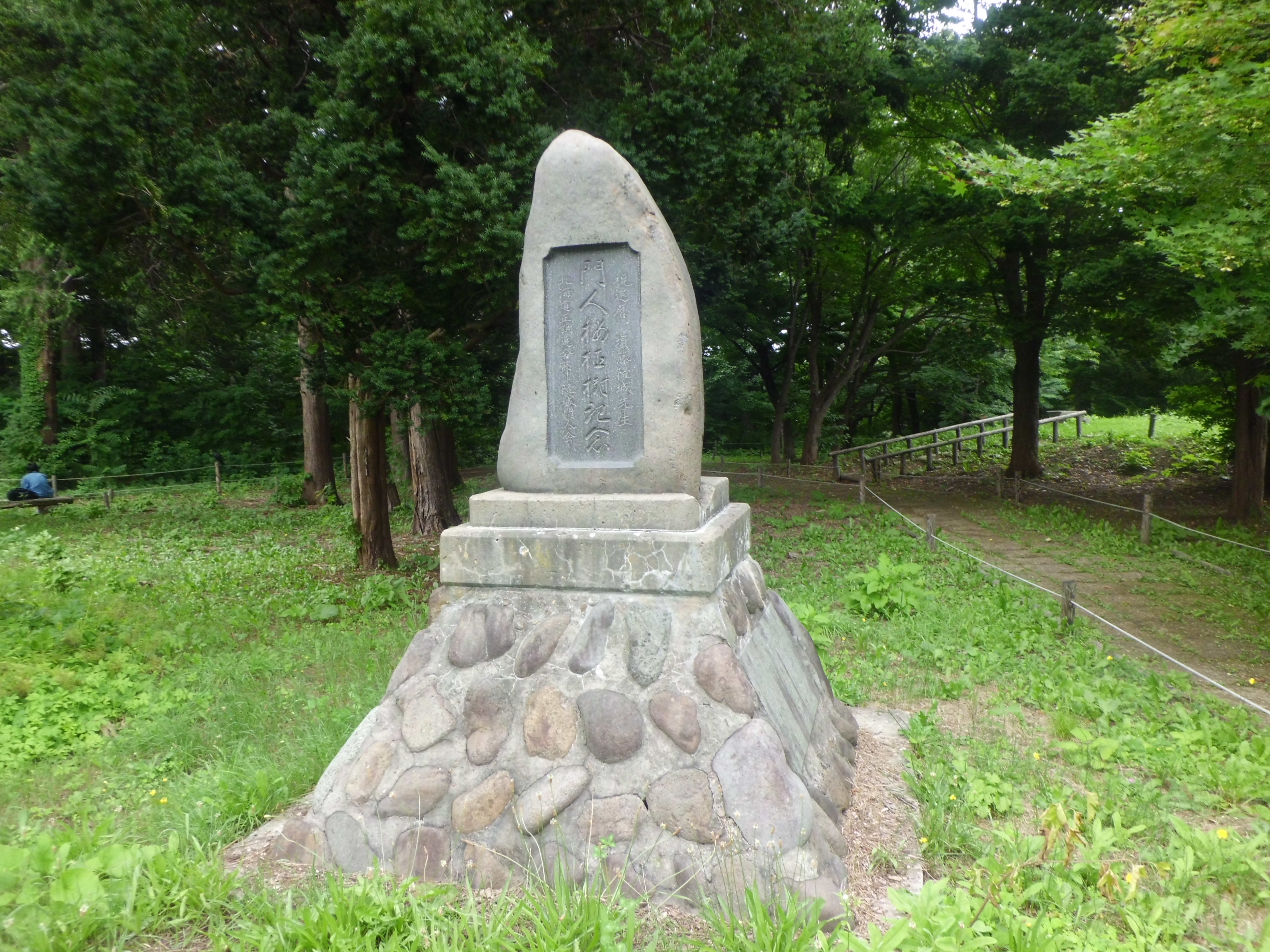
須藤隆城先生門人桜植樹記念碑